# Fortza Paris
Fortza Paris (in sardo Forza insieme o Avanti insieme) è un partito politico regionalista sardo fondato nel 2004.

## Storia
Fondato nel 2004 dall'unione tra il Partito del Popolo Sardo, Sardistas e Unità del Popolo Sardo, fino al 2023 Fortza Paris si è sempre schierato a fianco dei partiti di centro-destra.
Alle elezioni regionali in Sardegna del 2004, alleato con la Casa delle Libertà, ha ottenuto il 4,6% e ha eletto tre consiglieri regionali.
In occasione delle elezioni politiche del 2008 il partito si è apparentato con Il Popolo della Libertà. Il candidato di Fortza Paris al Senato, Silvestro Ladu, è risultato il primo dei non eletti nella circoscrizione sarda.
Nei mesi successivi emergono nel partito due correnti, una facente capo al segretario Pasquale Onida che opta per un rapido passaggio al PDL dei singoli membri, e un'altra, minoritaria, capeggiata dal presidente Gianfranco Scalas, che mantiene l'identità e lo statuto del partito. Alle elezioni regionali in Sardegna del 2009 gli uomini della prima sono candidati all'interno della lista del PDL, mentre la seconda ha presentato i suoi candidati, tra i quali lo stesso Scalas, nella lista Insieme per le Autonomie con il Movimento per l'Autonomia, non eleggendo tuttavia alcun consigliere. In seguito le due anime del partito si ricongiungono, rifiutando di confluire nel PdL ma rimanendo nell'ambito di coalizioni di centro-destra.
In occasione delle elezioni provinciali a Cagliari del 2010 appoggia il candidato presidente Piergiorgio Massidda (senatore del PdL ma alternativo al candidato di partito Giuseppe Farris) insieme con la DC, la Lega Nord (presentatasi per la prima volta in Sardegna), la Fiamma Tricolore e il Nuovo MSI, oltre alla lista civica Massidda Presidente.
Il 22 dicembre 2011 Silvestro Ladu subentra al senatore Massidda, dimissionario al Senato della Repubblica. Il neo senatore entra a fare parte del gruppo del Popolo della Libertà.
In occasione delle elezioni politiche del 2013 Silvestro Ladu si ricandida al Senato nelle liste del PDL, ma non viene rieletto.
Alle elezioni regionali del 2014 il partito partecipa alla coalizione che candida Mauro Pili alla presidenza della regione autonoma sarda, ma il risultato non è buono: 0,73% per il partito di Scalas, con Pili che non supera il 6% di consensi. Dopo cinque anni Fortza Paris si riscatta partecipando alla coalizione di centro-destra che stravince la tornata elettorale permettendo a Cristian Solinas di diventare nel 2019 presidente sardo. Il partito ottiene quasi 12.000 voti che gli valgono l'1,62% di consensi e un seggio in consiglio regionale, ad appannaggio del più votato Valerio De Giorgi che però il giorno stesso della nomina lascia il partito senza addurre alcuna motivazione.
De Giorgi però scivola in un'inchiesta della magistratura, e viene accusato di corruzione e voto di scambio. Il 22 marzo 2022 viene arrestato e ai sensi della legge Severino, il 22 maggio 2022 viene sostituito in consiglio regionale dal primo dei non eletti di Fortza Paris nella circoscrizione di Cagliari, Pier Paolo Congiu, che resta in carica per meno di due mesi, poiché a seguito della concessione degli arresti domiciliari De Giorgi riguadagna il suo scranno nell'assise sarda.
Nel frattempo il partito modifica il suo statuto e dal maggio del 2022 si  crea al suo interno una segreteria politica a quattro. I primi componenti della segreteria nazionale votati dal consiglio nazionale sono Roberto Mette per la circoscrizione di Olbia, Bachisio Falchi per Nuoro, Enzo Brandinu per Sassari e Federico Orgiana per Cagliari. La nuova struttura, coordinata da Mauro Bulla, supervisore del partito, avrà il compito di curare i rapporti con le altre forze politiche e decidere la posizione del partito in occasione delle future tornate elettorali. In primis cercando di recuperare i rapporti con la maggioranza di centrodestra alla regione sarda, compromessi da 3 anni di interrelazioni nulle con le altre anime della coalizione.
Nel luglio del 2023 Fortza Paris dichiara che si alleerà con il centro-sinistra in vista delle regionali del 2024. Fortza Paris, pur prendendo solo lo 0,87% con quasi 6.000 voti, contribuirà alla vittoria di misura di Alessandra Todde, del Movimento 5 Stelle e candidata del centro-sinistra, contro Paolo Truzzu, candidato del centro-destra.

## Risultati elettorali
| Elezione       | Elezione       | Voti   | %    | Seggi |
| -------------- | -------------- | ------ | ---- | ----- |
| Regionali 2004 | Regionali 2004 | 39.086 | 4,60 | 3     |
| Regionali 2014 | Regionali 2014 | 5.359  | 0,78 | 0     |
| Regionali 2019 | Regionali 2019 | 11.611 | 1,63 | 1     |
| Regionali 2024 | Regionali 2024 | 6.068  | 0,88 | 0     |

## Obiettivi
Nel proprio manifesto dichiara che i suoi "riferimenti storici" sono costituiti da Dottrina sociale della Chiesa, socialismo, liberalismo, federalismo.